# الأولمبياد الخاص البريطاني
الألعاب الأولمبية الخاصة في بريطانيا العظمى أو الأولمبياد الخاص البريطاني (SOGB) هي منظمة رياضية للأطفال والبالغين ذوي الإعاقات الذهنية التي تعمل في إنجلترا واسكتلندا وويلز. وهو جزء من حركة الأولمبياد الخاص العالمية. يتم تمثيل بريطانيا العظمى في الألعاب العالمية للأولمبياد الخاص، كما تقام الألعاب الوطنية للأولمبياد الخاص في بريطانيا العظمى على مدار دورة مدتها أربع سنوات.

## تاريخ
عُرفت في البداية باسم الأولمبياد الخاص في المملكة المتحدة، وتأسست في عام 1978 على يد كريس مالوني، الحائز على وسام الإمبراطورية البريطانية، وكانت في ذلك الوقت واحدة من أوائل البرامج الأوروبية لحركة الأولمبياد الخاص الدولية. تأسست الألعاب الأولمبية الخاصة البريطانية في 8 أغسطس 1979، وهو العام الذي شاركت فيه بريطانيا العظمى لأول مرة في الألعاب الأولمبية العالمية الخاصة في بروك بورت، الولايات المتحدة.

## منظمة
تعمل الألعاب الأولمبية الخاصة في بريطانيا العظمى على خلق الفرص للأطفال والبالغين ذوي الإعاقات الذهنية (الصعوبات التعلمية) للمشاركة في تدريبات ومنافسات رياضية مختلفة على مدار العام.
غالبًا ما يتم الخلط بين الألعاب الأولمبية الخاصة والألعاب البارالمبية، والتي تستهدف الرياضيين النخبة ذوي الإعاقات الجسدية و/أو الفكرية.
لكي يكون المشاركون مؤهلين للمشاركة في برامج الأولمبياد الخاص البريطاني، يتعين عليهم أن يكون معدل ذكائهم 75 أو أقل. يوجد حاليًا 140 ناديًا للأولمبياد الخاص في بريطانيا العظمى، يديرها أكثر من 4000 متطوع، ويشارك فيها 10000 رياضي يستفيدون من برامج التدريب الرياضي والمسابقات المنتظمة.
تتمتع الألعاب الأولمبية الخاصة في بريطانيا العظمى بوضع خيري وتتلقى التبرعات والتمويل من الأفراد وكذلك الشركاء من الشركات. تعد شركة الشبكة الوطنية وشركة كوكاكولا بريطانيا العظمى وشركة أي بي بي و نوادي ليونز الدولية من بين الشركاء الرسميين طويلي الأمد للجمعية الخيرية. 
يساعد سفراء الأولمبياد الخاص البريطاني من عالم الرياضة والترفيه في جمع الأموال وبناء الوعي بعمل الجمعية الخيرية في جميع أنحاء بريطانيا العظمى. 
يضم الأولمبياد الخاص البريطاني مدير كرة القدم السابق في ساوثهامبتون لوري ماكمينمي، والبطل الأولمبي الرياضي دارين كامبل، وأسطورة كرة السلة السابق في الدوري الأميركي للمحترفين جون أمايتشي، وخبير الجمال والأناقة التلفزيوني أرماند بيزلي.
تقدم الألعاب الأولمبية الخاصة في بريطانيا العظمى 28 رياضة فردية وجماعية مختلفة توفر فرصًا تدريبية ومنافسة مفيدة للأشخاص ذوي الإعاقات الذهنية (التعلمية).
تتمتع الألعاب الأولمبية الخاصة البريطانية بشبكة واسعة من الأندية العاملة في 19 منطقة في جميع أنحاء إنجلترا واسكتلندا وويلز.
يتم إدارة جميع الأندية والمسابقات من قبل جيش من المتطوعين المتفانين فقط.

## بريطانيا العظمى في الألعاب العالمية للأولمبياد الخاص
شارك رياضيون يمثلون بريطانيا العظمى في النسختين الصيفية والشتوية من دورة الألعاب العالمية للأولمبياد الخاص.

### صيف
| ألعاب           | الرياضيين |
| --------------- | --------- |
| دبلن 2003       | 193       |
| شنغهاي 2007     | 156       |
| أثينا 2011      | 149       |
| لوس أنجلوس 2015 | 112       |
| أبو ظبي 2019    | 127       |
| برلين 2023      | 82        |

المصدر: 

### شتاء
| ألعاب                | الرياضيين   |
| -------------------- | ----------- |
| أيداهو 2009          | 10          |
| بيونغ تشانغ 2013     | 7           |
| غراتس وشلادمينغ 2017 | 21          |
| كازان 2022           | تم الإلغاء  |
| تورينو 2025          | حدث مستقبلي |

المصدر:

## الألعاب الوطنية للأولمبياد الخاص في بريطانيا العظمى
تقام الألعاب الوطنية للأولمبياد الخاص في بريطانيا العظمى كل أربع سنوات. تم تأجيل نسخة 2021 نتيجة لجائحة كوفيد-19 العالمية وسيتم تحديد المكان والتاريخ لاحقًا.

### الطبعات
| طبعة       | سنة                     | المدينة المضيفة         | تاريخ البدء             | تاريخ الانتهاء          |
| ---------- | ----------------------- | ----------------------- | ----------------------- | ----------------------- |
| الأول      | 1982                    | ليفربول                 |                         |                         |
| الثاني     | 1986                    | برايتون وهوف            |                         |                         |
| الثالث     | 1989                    | ليستر                   |                         |                         |
| الرابع     | 1993                    | شيفيلد                  | 20 أغسطس                | 26 أغسطس                |
| الخامس     | 1997                    | بورتسموث                | 28 يونيو                | 5 يوليو                 |
| السادس     | 2001                    | كارديف                  | 28 يوليو                | 7 أغسطس                 |
| السابع     | 2005                    | غلاسكو                  | 2 يوليو                 | 9 يوليو                 |
| الثامن     | 2009                    | ليستر                   | 25 يوليو                | 31 يوليو                |
| التاسع     | 2013                    | حمام                    | 28 أغسطس                | 1 سبتمبر                |
| إكس        | 2017                    | شيفيلد                  | 7 أغسطس                 | 12 أغسطس                |
| الحادي عشر | سيتم الإعلان عنها لاحقًا | سيتم الإعلان عنها لاحقًا | سيتم الإعلان عنها لاحقًا | سيتم الإعلان عنها لاحقًا |

### الفرق
يتنافس الرياضيون كجزء من اثني عشر فريقًا إقليميًا؛ شرق ميدلاندز، شرق إنجلترا، لندن الكبرى، شمال غرب إنجلترا، شمال إنجلترا، اسكتلندا، جنوب شرق إنجلترا، جنوب غرب إنجلترا، جنوب إنجلترا، ويلز، غرب ميدلاندز، يوركشاير وهامبر.

## روابط خارجية
- الموقع الرسمي